# 2-й армійський корпус (Третій Рейх)
2-й армі́йський ко́рпус (нім. II. Armeekorps) — армійський корпус Вермахту за часів Другої світової війни.

## Історія
II-й армійський корпус сформований 1 жовтня 1934 у 2-му військовому окрузі (нім. Wehrkreis II) в Штеттіні.

## Райони бойових дій
- Польща (вересень 1939);
- Німеччина (Західний Вал) (жовтень 1939 — травень 1940);
- Франція (травень 1940 — січень 1941);
- Німеччина (Східна Пруссія) (лютий — червень 1941);
- СРСР (північний напрямок) (червень 1941 — листопад 1944);
- Прибалтика (Курляндський котел) (листопад 1944 — травень 1945).

## Командування

### Командири
- генерал від інфантерії Федор фон Бок (нім. Fedor von Bock) (1 жовтня 1934 — 31 березня 1935);
- генерал від інфантерії Йоганес Бласковіц (нім. Johannes Blaskowitz) (1 квітня 1935 — 9 листопада 1938);
- генерал від інфантерії Адольф Штраус (нім. Adolf Strauß) (10 листопада 1938 — 30 травня 1940);
- генерал від інфантерії Карл-Генріх фон Штюльпнагель (нім. Carl-Heinrich von Stülpnagel) (30 травня — 20 червня 1940);
- генерал від інфантерії Вальтер фон Брокдорфф-Алефельдт (нім. Walter Graf von Brockdorff-Ahlefeldt) (21 червня 1940 — 30 квітня 1942);
- генерал-лейтенант Курт фон Тіппельскірх (нім. Kurt von Tippelskirch) (1 — 31 травня 1942, ТВО);
- генерал від інфантерії Отто фон Кнобельсдорф (нім. Otto von Knobelsdorff) (1 — 30 червня 1942);
- генерал від інфантерії Вальтер фон Брокдорфф-Алефельдт (1 липня — 27 листопада 1942);
- генерал від інфантерії Пауль Лаукс (нім. Paul Laux) (28 листопада 1942 — 31 березня 1944);
- генерал від інфантерії Вільгельм Гассе (нім. Wilhelm Hasse) (1 квітня — 4 травня 1944);
- генерал від інфантерії Курт фон Тіппельскірх (5 — 10 травня 1944, ТВО);
- генерал від інфантерії Пауль Лаукс (11 травня — 2 липня 1944);
- генерал від інфантерії Вільгельм Гассе (3 липня 1944 — 20 лютого 1945);
- генерал від інфантерії, доктор Йоганнес Маєр (нім. Johannes Mayer) (21 лютого — 4 квітня 1945);
- генерал-лейтенант Альфред Гаусе (нім. Alfred Gause) (5 квітня — 8 травня 1945).

## Бойовий склад 2-го армійського корпусу
Формування управління, забезпечення та підтримки
- 2-ге артилерійське командування (Arko 2), з 1940 - «Arko 105»,
- 402-ге управління корпусного постачання (Korps-Nachschubtruppen 402);
- 42-й корпусний батальйон зв'язку (Korps-Nachrichten-Abteilung 42);
- 402-й топографічний відділ корпусу (Korps Kartenstelle 402);
- 402-й взвод фельджандармерії (Feld-Gendarmerie-Trupp 402).

- 3-тя піхотна дивізія (3. Infanterie-Division);
- 12-та піхотна дивізія (12. Infanterie-Division);
- 32-га піхотна дивізія (32. Infanterie-Division);
- 3-тя танкова дивізія (3. Panzer-Division).

- 12-та піхотна дивізія;
- 32-га піхотна дивізія.

- 3-тя піхотна дивізія;
- 32-га піхотна дивізія.

- 12-та піхотна дивізія;
- 32-га піхотна дивізія;
- 87-ма піхотна дивізія (87. Infanterie-Division).

- 32-га піхотна дивізія;
- 7-ма танкова дивізія (7. Panzer-Division).

- 12-та піхотна дивізія;
- 32-га піхотна дивізія.

- 12-та піхотна дивізія;
- 31-ша піхотна дивізія (31. Infanterie-Division);
- 32-га піхотна дивізія.

- 6-та піхотна дивізія (6. Infanterie-Division);
- 216-та піхотна дивізія (216. Infanterie-Division);
- 256-та піхотна дивізія (256. Infanterie-Division).

- 32-га піхотна дивізія;
- 121-ша піхотна дивізія (121. Infanterie-Division);
- 206-та піхотна дивізія (206. Infanterie-Division).

- 12-та піхотна дивізія;
- 32-га піхотна дивізія;
- 121-ша піхотна дивізія.

- 12-та піхотна дивізія;
- 32-га піхотна дивізія;
- 123-тя піхотна дивізія (123. Infanterie-Division).

- 12-та піхотна дивізія;
- 32-га піхотна дивізія;
- 123-тя піхотна дивізія.

- 12-та піхотна дивізія;
- 30-та піхотна дивізія (30. Infanterie-Division);
- 32-га піхотна дивізія;
- 123-тя піхотна дивізія;
- 290-та піхотна дивізія (290. Infanterie-Division);
- танкова дивізія СС «Тотенкопф» (SS-Division "Totenkopf").

- 12-та піхотна дивізія;
- 30-та піхотна дивізія;
- 32-га піхотна дивізія;
- 123-тя піхотна дивізія;
- 290-та піхотна дивізія;
- частини:
  - 218-ї піхотної дивізії (1/3 der 218. Infanterie-Division);
  - 225-ї піхотної дивізії (1/3 der 225. Infanterie-Division);
- 281-ша дивізія охорони (281. Sicherungs Division);
- танкова дивізія СС «Тотенкопф»;
- Корпус СС «Денмарк» (Freikorps "Dänemark").

- 12-та піхотна дивізія;
- 30-та піхотна дивізія;
- 32-га піхотна дивізія;
- 81-ша піхотна дивізія (81. Infanterie-Division);
- 122-га піхотна дивізія (122. Infanterie-Division);
- 123-тя піхотна дивізія;
- 126-та піхотна дивізія (126. Infanterie-Division);
- 290-та піхотна дивізія;
- 329-та піхотна дивізія (329. Infanterie-Division);
- частини:
  - 58-ї піхотної дивізії (Teile 58. Infanterie-Division);
  - 225-ї піхотної дивізії;
- 281-ша дивізія охорони;
- 8-ма єгерська дивізія (8. Jäger-Division).

- 12-та піхотна дивізія;
- 30-та піхотна дивізія;
- 32-га піхотна дивізія;
- 58-ма піхотна дивізія;
- 81-ша піхотна дивізія;
- 122-га піхотна дивізія;
- 123-тя піхотна дивізія;
- 126-та піхотна дивізія;
- 329-та піхотна дивізія;
- 8-ма єгерська дивізія.

- 12-та піхотна дивізія;
- 93-тя піхотна дивізія;
- 123-тя піхотна дивізія;
- 218-та піхотна дивізія.

- 12-та піхотна дивізія;
- 93-тя піхотна дивізія;
- 123-тя піхотна дивізія;
- 218-та піхотна дивізія;
- 331-ша піхотна дивізія (331. Infanterie-Division).

- 93-тя піхотна дивізія;
- 218-та піхотна дивізія;
- 331-ша піхотна дивізія.

- 69-та піхотна дивізія (69. Infanterie-Division);
- 93-тя піхотна дивізія;
- 218-та піхотна дивізія.

- 93-тя піхотна дивізія;
- 329-та піхотна дивізія;
- 28-ма єгерська дивізія (28. Jäger-Division).

- 23-тя піхотна дивізія (23. Infanterie-Division);
- 329-та піхотна дивізія.

- 23-тя піхотна дивізія;
- 81-ша піхотна дивізія;
- 329-та піхотна дивізія.

- 87-ма піхотна дивізія;
- 563-тя гренадерська дивізія (563. Grenadier-Division);
- бойова група 207-ї дивізії охорони (Kampfgruppe 207. Sicherungs-Division).

- 126-та піхотна дивізія;
- 263-тя піхотна дивізія (263. Infanterie-Division);
- 31-ша фольксгренадерська дивізія (31. Volks-Grenadier-Division);
- 14-та танкова дивізія (14. Panzer-Division).

- 263-тя піхотна дивізія;
- 563-тя гренадерська дивізія;
- бойова група 290-ї піхотної дивізії (Kampfgruppe 290. Infanterie-Division).

- 263-тя піхотна дивізія;
- 563-тя гренадерська дивізія.